# Parque Nacional de Forêts
O Parque Nacional de Forêts (em francês: Parc national de forêts, pronúncia em francês: [paɾk natjɔnal də fɔɾɛ]) é um parque nacional francês localizado na parte nordeste da França metropolitana, não muito longe de Dijon, ao norte. Ele protege as árvores de folhas largas típicas do planalto do sudeste da Bacia de Paris.

## História

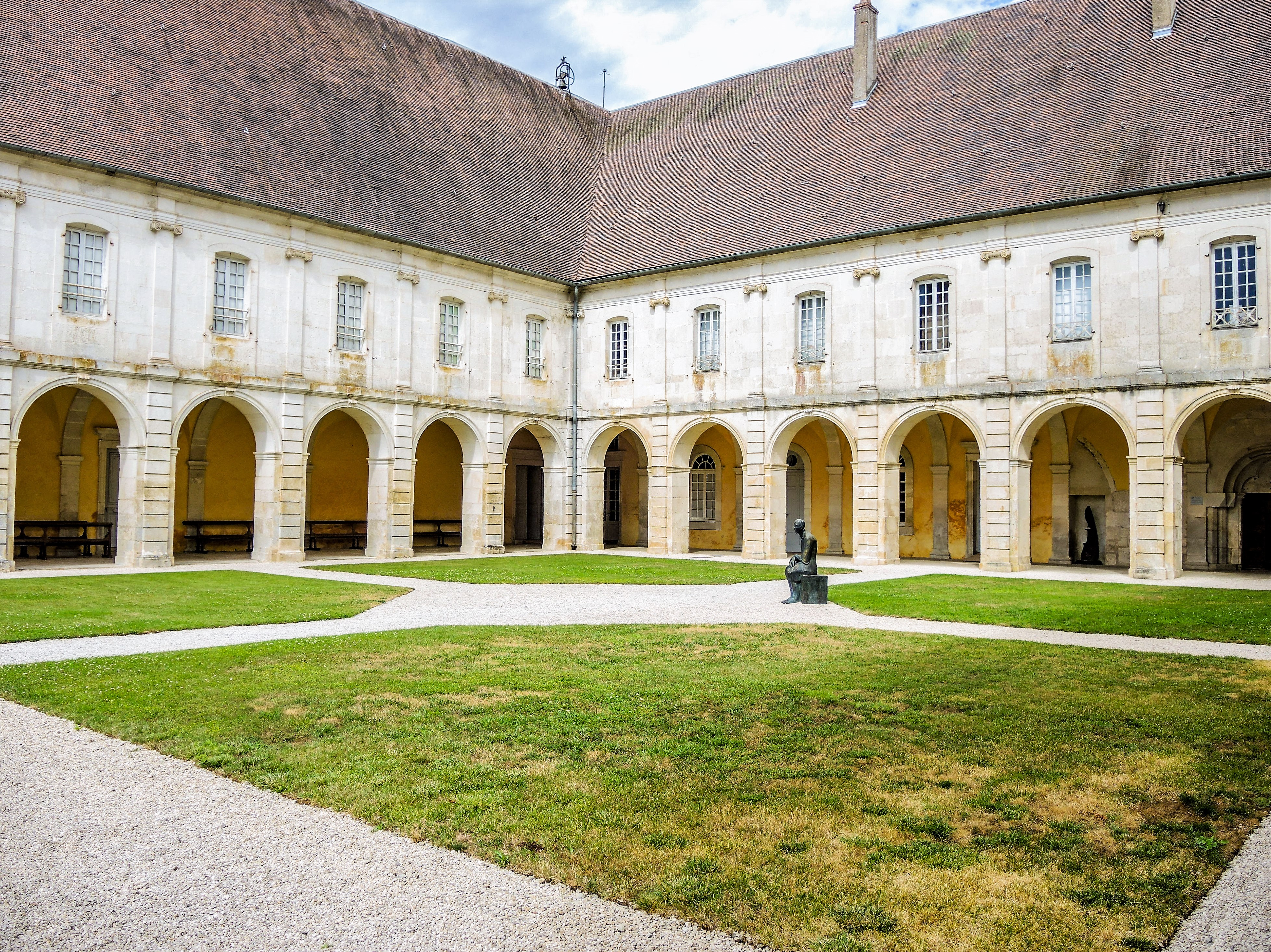
Auberive Abbey, localizado dentro do Parque Nacional de Forêts

A ideia do parque foi apresentada em 2009, com vários grupos de trabalho e estudos envolvidos em mais de uma década na identificação dos pontos fortes e fracos do que poderia ser realizado, além de desenvolver e definir seus limites para ser um todo coerente e sensato.
O parque foi formalmente estabelecido em 7 de novembro de 2019, por meio da publicação de um decreto oficial assinado pelo primeiro-ministro Édouard Philippe no Journal Officiel de la République Française. É o décimo primeiro parque nacional da França a ser criado e o segundo maior, atrás do Parque Amazônico da Guiana na América do Sul. Assim como diversas áreas ultramarinas, a Guiana Francesa é definida como um departamento e uma região. Seu parque é oficialmente o maior da União Europeia.

## Geografia
O Parque Nacional de Forêts tem uma área de 560 km² e abrange a fronteira entre os departamentos de Alto Marne, no Grande Leste, e Côte-d'Or, em Borgonha-Franco-Condado, cobrindo parcial ou totalmente 59 comunas. É o único parque nacional tanto em Grande Leste quanto em Borgonha-Franco-Condado.